# 埃爾默鎮區 (明尼蘇達州派普斯通縣)
埃爾默鎮區（英語：Elmer Township）是位於美國明尼蘇達州派普斯通縣的一個行政鎮區，於1879年設立。

## 地方資料
埃爾默鎮區的面積為91.18平方千米，當中陸地面積為91.09平方千米，而水域面積為0.09平方千米。根據2020年美國人口普查的數據，當地共有人口230人，而人口密度為每平方千米2.52人。